# Bob Noorda

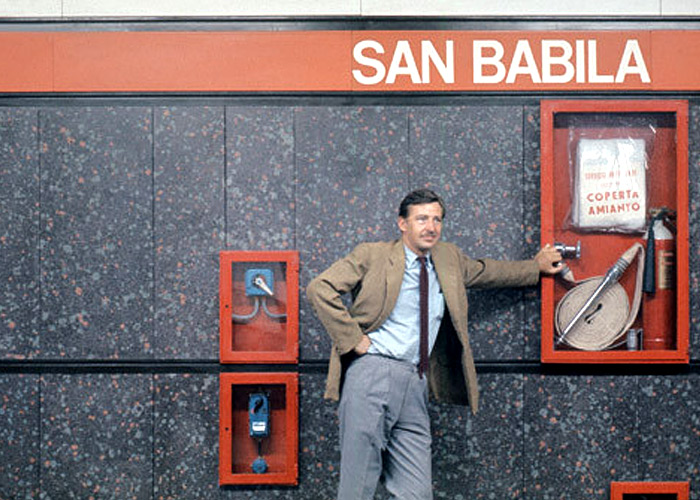
Bob Noorda in 1964

Bob Noorda (Amsterdam, 15 juli 1927 – Milaan, 11 januari 2010) was een Nederlands grafisch ontwerper die het grootste deel van zijn leven in Italië woonde en werkte.
Noorda studeerde eind jaren veertig aan het Instituut voor Kunstnijverheidsonderwijs (tegenwoordig Gerrit Rietveld Academie). In 1950 haalde hij zijn diploma. Hij werkte enige tijd in Amsterdam als freelancer en trok in 1954 naar Noord-Italië. Als grafisch ontwerper van reclamecampagnes voor onder meer Pirelli, La Rinascente en Olivetti verwierf hij snel bekendheid. In 1964 was hij verantwoordelijk voor de grafische aankleding van de metro van Milaan, zoals de bewegwijzering, kaarten en klokken. Voor dit werk ontving hij in 1964 de prestigieuze ontwerpersprijs Premio Compasso d'Oro. Voor andere ontwerpen ontving hij deze prijs in 1979 en 1984 opnieuw. In 1994 kreeg hij de prijs voor zijn hele oeuvre.
Met collega-ontwerper Massimo Vignelli startte Noorda in 1965 het ontwerpersbureau Unimark International. Met vestigingen in vijf landen nam het bureau opdrachten aan van onder meer de bedrijven Knoll, IBM en American Airlines. Tevens was Noorda via dit bureau verantwoordelijk voor het huidige logo van oliemaatschappij Eni, na twee revisies van dat logo in 1972 en 1998 gemaakt te hebben. Het succesvolle ontwerp voor de Milanese metro leidde in 1966 tot een opdracht om de bewegwijzering voor de metro van New York te ontwerpen. Later kreeg Noorda soortgelijke opdrachten voor de metro van Napels, de metro van São Paulo en een regionaal spoorwegbedrijf in Lombardije. In 1972 scheidden de wegen van Vignelli en Noorda zich, waarbij Noorda de Italiaanse vestiging van Unimark International verzelfstandigde. Nadat dit bedrijf in 2000 werd opgeheven, zetten hij en zijn vrouw Ornella hun werkzaamheden nog enkele jaren voort onder de naam Noorda Design. Naast zijn werkzaamheden als ontwerper gaf Noorda les aan verschillende Italiaanse hogescholen.
Noorda overleed in januari 2010 aan complicaties van een hoofdwond, die hij had opgelopen bij een val.
- Biografisch Portaal: 35711309
- Catàleg d'autoritats de noms i títols de Catalunya: 981058515192006706
- Gemeinsame Normdatei: 133941086
- International Standard Name Identifier: 0000 0000 7880 566X
- Library of Congress Control Number: n78002463
- Nederlandse Thesaurus van Auteursnamen: 30476082X
- RKD-Nederlands Instituut voor Kunstgeschiedenis: 110708
- Istituto Centrale per il Catalogo Unico: CFIV110967
- Système universitaire de documentation: 057250308
- Union List of Artist Names: 500128006
- Virtual International Authority File: 52937238
- WorldCat: E39PBJxcXbH3pgDHmcxYyrq4v3